# 丹麥的路易絲公主 (1875年—1906年)
路易丝公主（1875年2月17日—1906年4月4日），丹麦公主，是丹麦国王弗雷德里克八世的长女、挪威国王哈康七世的妹妹，也是奥拉夫五世的姑姑，全名为路易丝·卡罗琳·约瑟芬·索菲·赛拉·奥尔加（丹麥語：Louise Caroline Josephine Sophie Thyra Olga）。